# Irantzu Lekue
Irantzu Lekue (Vitoria, Álava, 28 de agosto de 1987) es una artista y activista cultural española. Ha ganado el premio Videotalentos de la Fundación Santander y el premio Memorias fotográficas de la Fundación Canal entre otros. 

## Biografía
Irantzu Lekue nació en Vitoria en 1987. Licenciada en Bellas Artes por la UPV/EHU, tras cursar estudios en la Universidad de Granada y en la Accademia di Belle Arti di Perugia (Italia). Postgraduada en fotografía en el máster Photoespaña: Teorías y proyectos artísticos en la Universidad Europea de Madrid y en cine, con titulación Oficial Internacional Bachelor in Creative Media Production, en la Escuela Superior de Comunicación, Imagen y Sonido (CEV) de Madrid y en la Universidad de Essex (Inglaterra). Vive y trabaja en Vitoria.

## Trayectoria

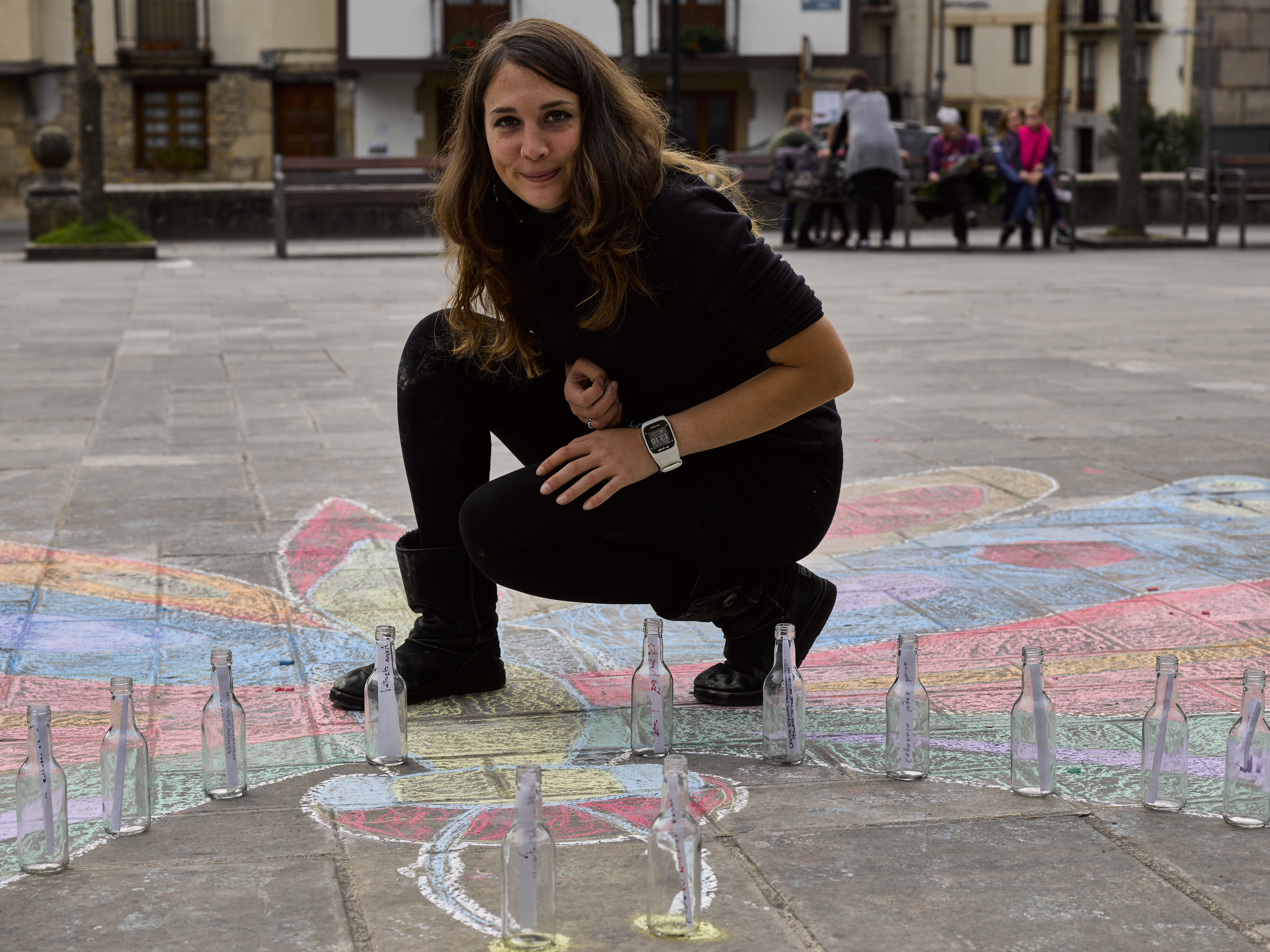
Irantzu Lekue, durante una instalación artística

Trabaja especialmente el arte contemporáneo, arte social, arte conceptual, artivismo y el arte accesible por medio de instalaciones artísticas, el videoarte, la pintura y la escultura. 
Sus trabajos se caracterizan por su labor de concienciación social. Mediante diversas técnicas, ha elaborado obras que analizan la condición de la mujer, las injusticias sociales, el cambio climático, la vida y la muerte y la propia existencia. Durante los últimos años ha incidido en la reivindicación y en la accesibilidad a través del arte. Realiza y coordina talleres potenciando la creatividad sensitiva. Además, realiza producciones audiovisuales, como directora de cine y de arte. Ha colaborado en múltiples exposiciones colectivas en Granada, Valladolid, Madrid y Bilbao.
En su práctica artística ha pasado por diferentes etapas que han marcado su obra. Comenzó con obras introspectivas que reflejaban diferentes estadios como la enfermedad del cáncer, las crisis de identidad, la soledad, el bullying, la muerte o los abusos sexuales. Posteriormente sus trabajos han ido variando hacia una temática cada vez menos personal y más social como el género, el racismo, la memoria histórica o a las injusticias socioeconómicas utilizando el arte como herramienta para activar pensamientos en torno a situaciones hegemónicas e injustas en diferentes ambientes sociales, todas muy ligadas al arte social.
Sus obras invitan a las personas espectadoras a formar parte de las mismas y a poder interactuar con ellas, para promover la participación, reflexión y la autocrítica. Es por ello que la artista realiza acciones en el espacio público con el fin de provocar algún tipo de reacción en la ciudadanía convirtiendo al espectador en partícipe o parte de su obra. Su praxis artística le ha llevado también a ser denunciada ante los tribunales como ocurrió con la ocupación artística del Edificio Krea de Vitoria. Sus instalaciones artísticas se caracterizan por estar compuestas de reiteraciones de objetos cotidianos que se distribuyen a través del espacio, descontextualizando el objeto, re-significándolo y permitiendo una infinidad de lecturas.
En 2015 lleva a cabo instalación artístico-solidaria, creada con los zapatos de los habitantes de Vitoria y su entorno. Estos zapatos surgen del seto situado en el corazón de Vitoria, y comunican, con el Ayuntamiento de la ciudad, creando formas orgánicas propias de un organismo vivo y dinámico. La obra pretende crear un movimiento artístico- comunitario- crítico para reivindicar la importancia de la unidad.
En 2016 destacó su instalación artística "Aztarnak #10mila Joan - Etorrian" de gran tamaño que apuesta por "unir arte y participación ciudadana" con la que cerró el programa oficial "Olas de Energía" de la Capitalidad Cultural Europea Donostia - San Sebastián DSS2016.
En 2017 desarrolla, en el parque de Judimendi de Vitoria,  un proyecto colaborativo titulado Ahoz aho. Se trata de un mural de grandes dimensiones, protagonizado por personajes femeninos. En la obra han participado también la escritora Toti Martínez de Lezea, varios colectivos vecinales y el colectivo grafitero Fill in culture.

## Obras

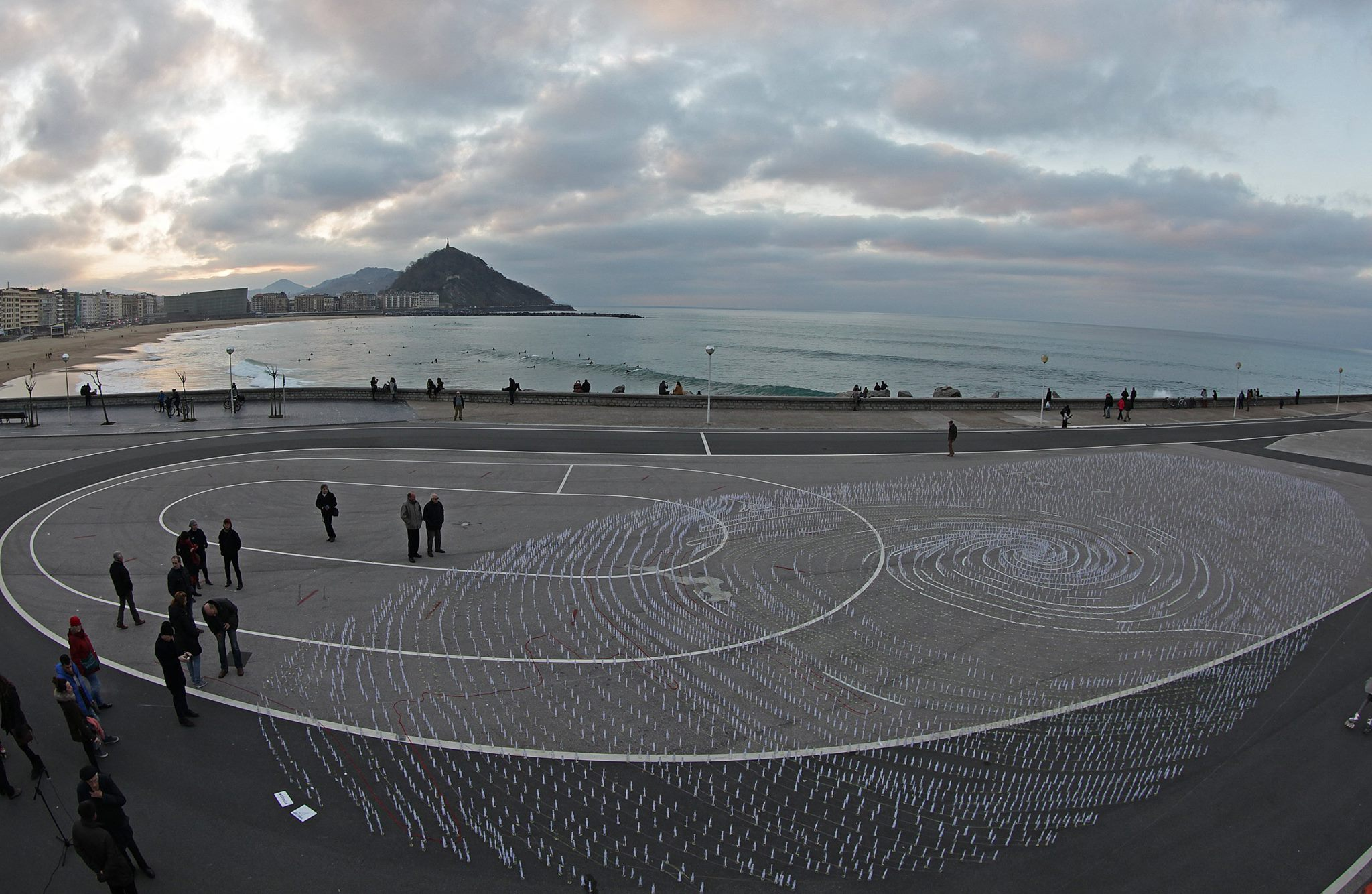
Instalación artística Aztarnak / Huellas. San Sebastián, 2016

- Ahoz aho, mural colaborativo en el barrio de Judimendi de Vitoria.[12]
- Aztarnak/Huellas #10mila Joan-Etorrian. Instalación artística compuesta por 10.000 botellas con mensajes como cierre de la Capitalidad Cultural Europea Donostia. Diciembre 2016.[13][14][15]

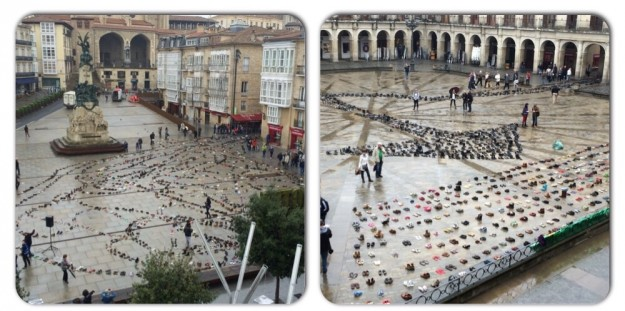
El Príncipe y el pueblo (Vitoria)

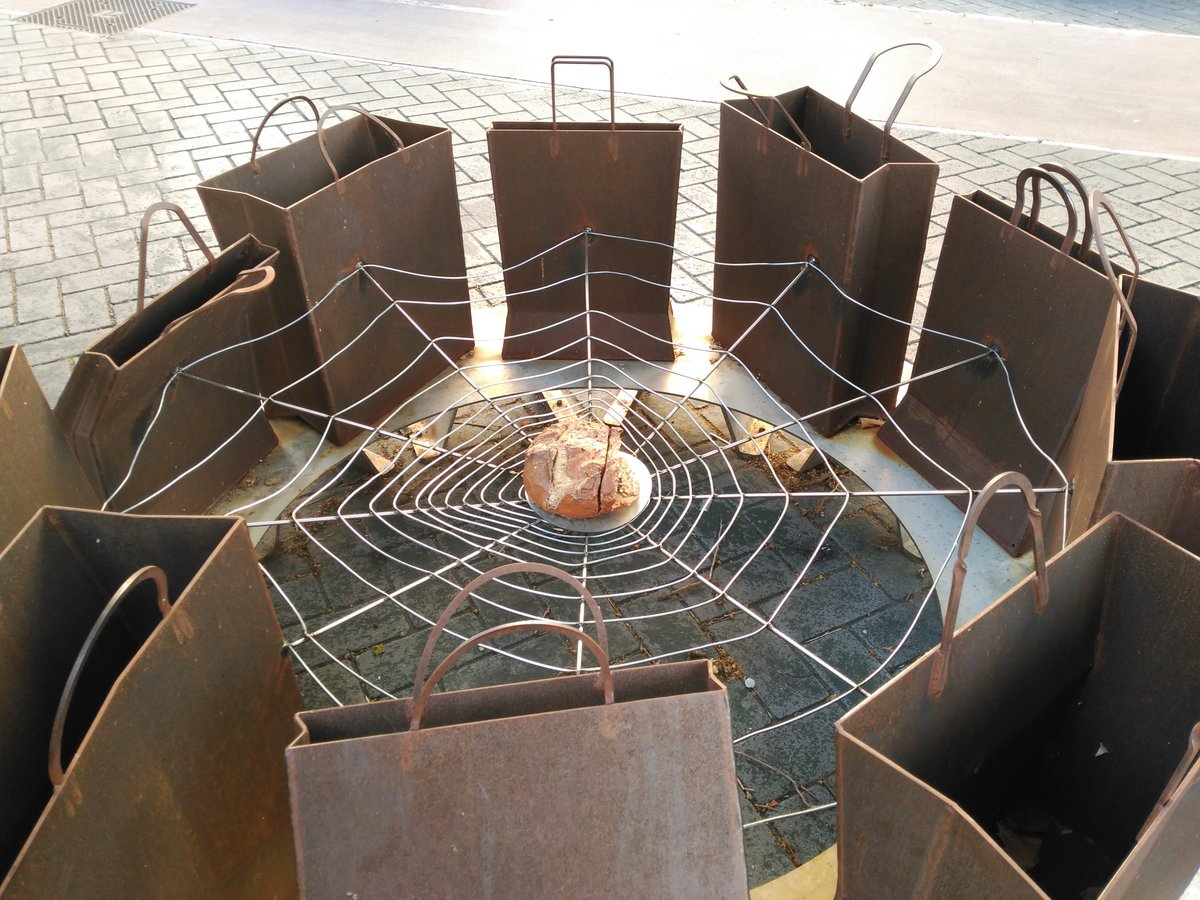
Emakumeen indarra, Irantzu Lekue (Barrio de Zaramaga Vitoria)

- Nahasiz Nahi: aprendiendo a convivir. Instalación artística participativa. Vitoria, 15/10/2016.[16]
- Emakumeen indarra, Memorial 3 de marzo. Barrio de Zaramaga. Vitoria como homenaje a la Asamblea de Mujeres de Álava y a las mujeres que participaron en el 3 de marzo.[4]
- India Sensations. Centro Cultural Montehermoso. Vitoria, 11/10/15-16/11/15.[17]
- Dancing 2 gether, Casa de Cultura Ignacio Aldecoa. Vitoria, 24/09/15-26/09/15.[18]
- #6000zpt o El Príncipe y el pueblo. Instalación efímera en centro de Vitoria, 17/04/15.[19][20]
- Exposición En los márgenes del arte de Art Madrid IN/BE/OUT SIDE ART. Madrid, 11/02/2015.[21]
- Rangoli de Krea. Intervención de protesta en edificio Krea. Vitoria- Gasteiz, 30/12/14.[22]
- Exposición de dossier artístico en sala Zuloa dentro del programa de “Inmersiones” 2012. 15/11/12.
- Exposición “Sparks” dentro del máster Photoespaña. Sala Fuencarral y Plaza Callao. Madrid, 18/06/12
- Mientras hay vida... Centro Cultural Montehermoso. Vitoria 11/02/2011-10/04/2011.[23]
- Cortometraje “Reflejos” seleccionado por el festival Pre – Zinebi, at 22.
- Exposición de pintura al natural de Leioa (Vizcaya)13/06/09.
- Exposición “Noble Villa de Portugalete“ (Vizcaya) 23/05/09.
- Exposición de concurso de pintura al natural “Jardines de Albia” Finalista y expuesto en Bar Iruña (Bilbao) 11/03/09.
- Exposición colectiva “Desde el cuerpo” Instalación “La batalla del cáncer.” Centro Cultural Churriana de la Vega (Granada) 28/06/08
- Exposición “Desde el cuerpo”. Serie pictórica “Proceso de cicatrización”. Centro Cultural Churriana de la Vega (Granada) 28/06/08.
- Instalación permanente de escultura de bronce “Decisión” Parque de Atarfe (Granada) 20/06/08

## Premios y reconocimientos
- Seleccionada para asistir al Consejo de Derechos Humanos de la ONU y participar en un programa formativo sobre Derecho a la Educación y Derechos Culturales, 2018.[24]
- Desengaño. Premio Welcome Donostia, 2016.[25]
- El poder de la naturaleza. Primer Premio “Memorias Fotográficas”. Fundación Canal y Photoespaña, 2014.[26]

- Huellas de identidad. Primer Premio. II. edición del Concurso Videotalentos. Openbank y Fundación Banco Santander, 2013.[27]
- Fotografía finalista en el concurso “Un imaginario de la escultura”, exhibida en el Museo Nacional de Escultura de Valladolid, 2013.[28]
- Mención especial en el Concurso Beldur Barik, 2013.[29]